# Eric Frank Russell
Eric Frank Russell (Sandhurst, 6 gennaio 1905 – Liverpool, 28 febbraio 1978) è stato un autore di fantascienza britannico.
È ritenuto uno degli scrittori a cui si deve la nascita della fantascienza inglese e, più in generale, del linguaggio usato nella fantascienza mondiale.

## Biografia
Russell nacque il 6 gennaio 1905 a Sandhurst, nel Surrey, in una famiglia di origine irlandese. Egli  trascorse parte della sua gioventù in Egitto e nel Sudan, seguendo il padre, istruttore presso la Royal Military College e Russell, con la famiglia nelle sedi militari dove lavorava. Ricevette una buona istruzione, frazionata tra città come Khartoum e Alessandria: imparò anche l'arabo frequentando scuole riservate ai figli degli ufficiali inglesi. Queste esperienze gli permisero in seguito di fare dell'ironia sulla burocrazia militare e furono alla base delle pagine dove afferma la sua convinzione dell'uguaglianza di nazioni e creature.
Seguì studi di tipo tecnico e provò diversi lavori, quali la carriera militare, l'operatore telefonico e il disegnatore industriale, prima di venire assunto da una ditta di costruzioni di Liverpool, dove lavorò per il resto della vita come progettista meccanico.
Si sposò con un'infermiera, Ellen, con la quale ebbe una figlia, che, poiché era nata il giorno del ventinovesimo compleanno del padre, il 6 gennaio 1934, chiamarono Erica.
Russell, vivendo a Liverpool, entrò in contatto con la fantascienza, che al tempo era famosa in quel luogo. Entrò quindi in contatto con alcuni esponenti della fantascienza inglese, contribuendo al mondo fantascientifico per la prima volta con una fotografia di Giove che fu pubblicata sul Journal of the British Interplanetary Society, nel numero del maggio 1933.
Russell aveva già pubblicato diversi articoli e poesie su quotidiani locali e riviste commerciali, quando conobbe Leslie Johnson (che aveva creato il giornale della Società interplanetaria insieme a Philip Cleator), che gli consigliò di tentare di scrivere racconti fantascientifici.
Sempre in quel periodo aveva scritto una serie di articoli sulle comunicazioni interplanetarie, prendendo ad esempio gli scritti di Konstantin Ciolkovskij, precursore sovietico della missilistica.
Usò per la sua produzione degli pseudonimi in qualche storia breve, Webster Craig e Ducan H. Munro. Per I topi meccanici (The Mechanical Mice) prese invece a prestito il nome di Maurice G. Hugi.
Con i seicento dollari guadagnati dal romanzo Schiavi degli invisibili ed altri cento aggiunti di persona, Russell visitò gli Stati Uniti insieme alla moglie; conobbe Edmond Hamilton, che gli regalò l'unico libro mancante nella sua collezione di opere di Fort, New Lands.
Nel 1939, quando la guerra era alle porte, tornò in patria e si rimise al lavoro. 
Durante la seconda guerra mondiale venne arruolato nella Royal Air Force, passando dopo qualche tempo al comando di una radio mobile in Europa.
Nel 1965 scrisse Meeting on Kangshan, il suo ultimo racconto. 
Dopo quello smise improvvisamente di scrivere e non toccò penna negli ultimi quindici anni della sua vita.
Non si conosce il motivo per il quale cessò la sua attività; Alan Dean Foster cita il direttore di Astounding J.W. Campbell, il quale sosteneva che Russell doveva aver perso l'entusiasmo della scrittura a causa di una tragedia familiare, ma cita pure lo stesso Russell, che sosteneva di stare aspettando l'arrivo di nuove idee.
Morì il 28 febbraio 1978.

### Riconoscimenti
Russel ha vinto un premio Hugo nel 1955 per il racconto breve Sarchiapone (Allamagoosa), probabilmente l'unico racconto umoristico ad avere vinto questo premio. Nel 1996 gli è stato assegnato postumo il Prometheus Libertarian Award dalla Libertarian Futurist Society per Design for Great-Day. Nel 1972 ha vinto in Italia un premio della rivista di fantascienza italiana Nova SF* per Una voce dal nulla.
È entrato postumo nel Prometheus Hall of Fame Award, nel 1985 per il suo romanzo Galassia che vai. Nel 2000 è stato inserito nella Science Fiction and Fantasy Hall of Fame. Nel 2001 gli è stato assegnato un Retro Hugo per Caro diavolo (Dear Devil).

## Opere

### Gli inizi
Leslie Johnson suggerì a Russell lo spunto per il racconto L'eterna ridiffusione (Eternal Re-Diffusion, 1935); questo fu inviato a F. Orlin Tremaine, che all'epoca curava la rivista statunitense Astounding, ma venne rifiutato, perché giudicato troppo complicato per il lettore medio.
Russell fece un secondo tentativo con il romanzo breve The Saga of Pelican West, divenendo il primo scrittore britannico ad essere accettato e pubblicato su Astounding nel febbraio del 1937. Qualche lettore si lamentò dell'aspetto poco tecnico-scientifico del lungo racconto, ma in generale venne apprezzato dai lettori. A coloro che lamentarono la sua poca tecnicità replicò su Scientifiction, rivista di Gilligs, affermando che contava molto più la plausibilità che la correttezza scientifica nella fantascienza.
Continuò su questa linea anche alla sua seconda apparizione su Astounding, nell'aprile del 1937, con l'aspra satira The Great Radio Peril, che tratta del proliferare indiscriminato delle reti radiofoniche: le onde radio finiscono con il ridurre la Terra alla fame, uccidendo uccelli e altre specie animali.
Si attenne anche in seguito a questa norma, scrivendo in breve tempo racconti come Il cercatore del domani (Seeker of Tomorrow), composto in collaborazione con Leslie Johnson e pubblicato nel luglio del 1937, The Prr-r-eet, che riuscì a diventare più popolare di Tales of Wonder, la rivista inglese su cui era stato pubblicato, e infine la strana storia Mana, pubblicata nel dicembre del 1937 su Astounding.
La rivista in diretta concorrenza con Tales of Wonder, Fantasy, pubblicò nel 1938 Shadow Man. Russell continuò a collaborare con Fantasy fino allo scoppio della guerra, presentando Vampire from the Void e Mightier Yet, mentre su Astounding presentò nel settembre del 1938 Impulso (Impulse), che rielaborò nel 1964 come A Matter of Instinct.
Si nota già in questi racconti l'influenza di alcune opere che più tardi Russell userà come fonti dirette, ad esempio quella di Charles H. Fort, che aveva conosciuto leggendo la sua seconda opera Lo! tramite una ristampa a puntate offerta da Astounding nel 1934.

### Schiavi degli invisibili, l'opera che lo lancia
Russell divenne in breve tempo un collaboratore assiduo della rivista Doubt, edita dalla Fortean Society negli Stati Uniti, ed ebbe un particolare interesse per una citazione di Charles Fort, «I think we are property» («Siamo proprietà altrui»), che gli ispirò Schiavi degli invisibili (Sinister Barrier), il suo primo romanzo.
Schiavi degli invisibili venne pubblicato sul primo numero della rivista statunitense Unknown nel febbraio 1939, riscuotendo subito un grande successo. Il racconto tratta dei Vitoni, creature sferiche invisibili e intangibili che galleggiano nell'aria, e il genere umano ne è schiavo senza saperlo. Si nutrono dell'energia nervosa umana, e quindi fanno in modo di aumentare, anche con mezzi catastrofici, la produzione di tensione nervosa, provocando guerre nucleari e cataclismi.

### Gli scritti successivi
In questi stessi anni Russell ideò il personaggio Jay Score, un androide comandante dell'astronave esplorativa Upsydaisy, pubblicando su Astounding un racconto omonimo nel 1941. Solo parecchi anni dopo ne fece un ciclo completo, Uomini, marziani e macchine (Men, Martians and Machines), uscito in Inghilterra nel 1955 e negli Stati Uniti nel 1958.
Campbell presentò su Astounding nel 1941 La sedia dell'oblio (Seat of Oblivion), un altro racconto di Russell sulla possessione, tema già trattato nel suo primo romanzo. Nello stesso anno su Unknown compare un altro racconto, With a Blunt Instrument. In questo periodo The World's Eight Wonder (1938) e I, Spy! (1940), pubblicati su Tales of Wonder, sono gli unici contributi a pubblicazioni britanniche; per il resto fu pubblicato negli Stati Uniti.
Durante il suo periodo di guerra passato in Europa, Russell scrisse Relic, pubblicato solo più tardi nel 1947 su Fantasy. È un'opera che si dissocia in parte dal suo modo di produrre, inquadrandosi nelle storie d'atmosfera come Una voce dal nulla (Somewhere a Voice) ed Early Bird, prodotte più tardi.
Scrive I mutanti (Metamorphosite), pubblicato su Astounding nel 1946, e Hobbyst, pubblicato sempre su Astounding nel 1947, riscuotendo un eccezionale successo, come per il romanzo Il pianeta maledetto (Dreadful Sanctuary), che appare sulla rivista in tre puntate a partire dal 1948. Ne Il pianeta maledetto troviamo un personaggio muscoloso, con l'intelletto pronto, spietato, che sembrerebbe il precursore del protagonista del romanzo successivo, David Raven in Le sentinelle del cielo (Sentinels from Space) del 1954, anche se quest'ultimo ha più poteri e si presenta più soprannaturale. Partendo da Jay Score a David Raven, il superuomo russelliano sembra essere plasmato.
Pubblica una serie a puntate, Wade Harper, investigatore (Call Him Dead), nel 1955 su Astounding, e due anni dopo completa il romanzo La caccia (Three to Conquer, 1957), tratto dal racconto precedente. Wade Harper è un tecnico che costruisce piccolissimi strumenti scientifici, un microfabbro con la passione per l'investigazione, anche se la esercita da dilettante, e grazie ai suoi poteri telepatici cerca di catturare i criminali.
Sempre nel 1957 esce Missione su Jaimec (Wasp), che ha un personaggio completamente opposto a quello di Three to Conquer: il protagonista di Missione su Jaimec è una spia e un sabotatore terrestre, Mowry, che operando da solo in un pianeta nemico ne favorisce l'invasione.
Caro diavolo (Dear Devil), pubblicato nel 1950, è considerato uno dei più grandi ed efficaci richiami alla tolleranza razziale mai prodotti dalla fantascienza, designando un protagonista marziano molto più umano dei suoi consueti superuomini. Russell conserva lo stesso tono di tolleranza anche ne Il testimone (The Witness), pubblicato nel 1951, consapevole che stava «rinunciando in questi casi anche alla sua fama di unico umorista della fantascienza».
Sulla stessa linea scrive Scende rapida la sera (Fast Falls the Eventide, 1952) e Una voce dal nulla (Somewhere a Voice, 1953); quest'ultimo si discosta maggiormente dalle tematiche più leggere affrontate da Russell.
L'opera che gli fece vincere il premio Hugo non è uno dei suoi racconti più impegnati umanamente, ma Allamagoosa (1955, tradotto in italiano come Sarchiapone), la sua opera più divertente interamente incentrata su un errore comunicativo. Sull'astronave Bustler viene annunciato che un ispettore di alto rango deve fare un controllo entro breve, e l'equipaggio controlla che tutti gli oggetti segnati sulla lista dell'astronave siano presenti. Scoprono così la mancanza di un oggetto sconosciuto a tutti e di cui nessuno riesce a ricordare le funzionalità, e decidono quindi di inventare un incidente per giustificare la scomparsa dell'oggetto misterioso. Riportano in un rapporto che l'oggetto mancante si è rotto a causa di una tensione gravitazionale, facendo scattare l'allarme per tutte le astronavi in volo: infatti, l'oggetto sconosciuto non era altri che il cane dato in dotazione in ogni astronave, e dopo il loro comunicato le alte sfere temono anomalie per l'equipaggio.
Con Imponderabile più X (Plus X, 1956) Russell tornerà a preferire le trame che considerano uno sviluppo individuale.
Azione di disturbo (Nuisance Value) appare su Astounding nel 1957.

### Galassia che vai
Nel 1962 con Galassia che vai (The Great Explosion; versione ampliata del racconto del 1951 ...And Then There Were None), Russell si dedica alla satira sociale, lasciando da parte gli eroi individuali. Un'astronave terrestre parte per riallacciare i contatti con i mondi colonizzati secoli prima. L'equipaggio esplora tre mondi completamente differenti: nel primo trovano una società di naturisti che si prendono gioco di loro, nel secondo incontrano una comunità di ladri e nel terzo trovano una società che sembrerebbe simile a quella della Terra nel XX secolo, ma che risulta essere la più problematica. Infatti gli abitanti hanno sviluppato un pensiero che si è evoluto partendo dalla resistenza passiva di Gandhi, ed il loro motto è: "Libertà Mi Rifiuto". Ognuno è libero di fare ciò che preferisce, rendendo impossibili ai capi dell'astronave di trattare con loro e ammaliando presto una buona parte dell'equipaggio a restare in quella strana società libertaria.
Russell tornerà poi al genere fantascientifico-poliziesco con il suo ultimo romanzo, La macchina dei delitti (With a Strange Device), pubblicato il 1964. L'eroe di quest'ultimo romanzo è invecchiato rispetto ai precedenti e risulta più umano, debole e credibile, ma sembra meno vitale degli altri. Anche nel suo ultimo racconto, scritto nel 1965, Meeting on Kangshan, l'eroe è invecchiato (quasi novantenne).
In tutti i suoi trent'anni di carriera di scrittore fantascientifico, Russell ha scritto otto romanzi e quasi un centinaio di racconti: vanno ricordati anche i volumi della collana Great World Mysteries.

### Elenco delle opere

#### Romanzi
- Schiavi degli invisibili (Sinister Barrier, 1939)
- Il pianeta maledetto (Dreadful Sanctuary, 1948)
- Le sentinelle del cielo (Sentinels from Space, 1953)
- Wade Harper, investigatore (Call Him Dead, 1955)
- La caccia o Caccia grossa (Three to Conquer, 1957)
- Missione su Jaimec (Wasp, 1957)
- Galassia che vai (The Great Explosion, 1962)
- La macchina dei delitti (With a Strange Device, 1964)

#### Antologie
- Uomini, marziani e macchine (Men, Martians and Machines, 1955), Urania n.524, Mondadori
- I topi meccanici (Like Nothing on Earth, 1941), Urania n.704, Mondadori
- Il collezionista, Urania n.405, Mondadori, 1965
- Una voce dal nulla (Somewhere a voice, 1966), Galassia n.86
- Symbiotica e altre storie (Symbiotica, 2001), Cosmo (serie Argento) n.314, Editrice Nord

#### Racconti brevi
- Eternal Re-Diffusion, 1935 (L'eterna ridiffusione)
- The Saga of Pelican West, 1937 (La saga di Pelican West)
- The Great Radio Peril, 1937
- Seeker of Tomorrow, 1937 (Il cercatore del domani)
- The Prr-r-eet, 1937 (Mana)
- Mana, 1937
- Shadow Man, 1938
- Vampire from the Void, 1938
- Mightier Yet, 1938
- Impulse, 1938 (Impulso)
- The World's Eight Wonder, 1938
- I, Spy!, 1940 (stampato in Asimov, Le grandi storie della fantascienza 10, 1948)
- The Mechanical Mice, 1941 (I topi meccanici)
- Jay Score, 1941 (Jay Score)
- Seat of Oblivion, 1941 (La sedia dell'oblio)
- With a Blunt Instrument, 1941
- Symbiotica, 1943 (Symbiotica)
- Metamorphosite, 1946 (I mutanti)
- Il collezionista o Modellista (Hobbyist, 1947)
- Relic, 1947
- Displaced Person, 1948(Apoliden)
- Dear Devil, 1950 (Caro diavolo)
- Exposure , 1950(Offesa al pudore)
- U-Turn, 1950 (Inversione di marcia)
- The Witness, 1951 (Il testimone)
- ... And Then There Were None, 1951 (... E non ne rimase nessuno)
- Ultima Thule, 1951 (L'ultima Thule)
- I Am Nothing, 1952 (Io sono niente)
- A Little Oil, 1952 (La terza volta è quella buona)
- Fast Falls the Eventide, 1952 (Scende rapida la sera)
- The Man from the Morgue, 1953 (Impulso o Una questione di istinto)
- Somewhere a Voice, 1953 (Una voce dal nulla)
- Bitter End, 1953 (L'astronauta tornò solo)
- I Hear You Calling, 1954 (Il richiamo)
- Boomerang, 1954 (Boomerang)
- Allamagoosa, 1955 (Sarchiapone)
- Tieline, 1955 (Un legame con la terra)
- Nothing New, 1955 (Niente di nuovo)
- Legwork, 1956 (Il vegano)
- Plus X, 1956 (Imponderabile più X)
- Into Your Tent I'll Creep, 1957 (L'amico dell'uomo)
- Panic Button, 1959 (Il bottone del panico)
- Nuisance Value, 1956 (Azione di disturbo)
- Wisel, 1962 (Wisel)
- Me and My Shadow, 1964 (Io e la mia ombra)
- The Ponderer, 1964 (Silicio)
- Meeting on Kangshan, 1965

## Temi e contenuti
Dopo il romanzo Schiavi degli invisibili, sulla quella stessa lunghezza continuerà a delineare le caratteristiche del suo stile e delle sue tematiche, che rimarranno inalterate o quasi durante tutta la sua successiva produzione, diventando così lo scrittore di fantascienza inglese più vicino alla fantascienza americana.
Trae ispirazione da pubblicazioni pulp e poliziesche americane del tempo, che non erano tra le tipologie più complesse, dove la lingua tendeva verso il realismo e il motore portante del testo era l'azione.
Russell utilizzò inoltre una tecnica di suspense incalzante e fornita di robuste caratterizzazioni.
Generalmente non si occupa di politica nei suoi romanzi, o non lo fa apertamente; di rado si collega alla realtà storico/sociale esterna. Vi sono comunque delle eccezioni, come Schiavi degli invisibili e Galassia che vai. In quasi tutte le sue opere ad ampio respiro utilizza un metodo narrativo thriller classico.
Russell riesce quindi a stabilire un proprio equilibrio fin dall'inizio della sua carriera di scrittore, applicando una garbata ironia che contrasta con l'andamento stringato della narrazione, diventando il suo punto di forza. A questo proposito Brian Aldiss (1986) scrive del direttore di Astounding, affermando: «Campbell amava lo scherzo. Eric Frank Russell fu per anni il suo giullare autorizzato».
Non si preoccupa dell'aspetto pseudo-scientifico della fantascienza, e i suoi personaggi sono solitamente superuomini, o comunque uomini dotati di un qualche particolare che li eleva rispetto al comune essere mortale.
Presenta eroi che sembrano avere gli attributi bizzarri di una pietas virgiliana e che sorridono di loro stessi, senza mai pretendere di far passare ai lettori storie incredibili come vere. 
Le sue fonti di ispirazione sono insolite, e tendono verso anche le informazioni raccolte durante la vita di Fort.
Russell mostra anche dei limiti durante la sua produzione, infatti alcuni personaggi seguono stereotipi comuni, alcune psicologie di essi non vengono approfondite, certe situazioni non vengono spiegate, ma una parte di questi difetti è imputabile alla situazione della fantascienza del tempo, a causa dei gusti dei lettori.
Molto raramente Russel è pedante, e ciò che lo distingue è un impegno professionale costante.

### Il superuomo russelliano
Russell incentra l'interesse nei suoi scritti in personaggi con doti superiori alla media che si distaccano dai ranghi più realistici. Iniziano subito, dalla loro prima apparizione, un'opera di sopraffazione su ogni altro essere e/o cosa, facendosi perdonare il loro essere super con una carica di autoironia.
I superuomini di Russel in realtà ricorrono ad elementi esterni per assolvere i loro doveri, ed hanno anche loro delle debolezze nascoste.